# Divaena haywardi
Divaena haywardi är en fjärilsart som beskrevs av Willie Horace Thomas Tams 1926. Divaena haywardi ingår i släktet Divaena och familjen nattflyn. Inga underarter finns listade i Catalogue of Life.